# Capitólio dos Estados Unidos
O Capitólio dos Estados Unidos (em inglês, United States Capitol) é o prédio que serve como sede do poder legislativo federal do Estado americano. O Capitólio é o local de reunião do Congresso estadunidense, formado pelo Senado (câmara alta) e pela Câmara dos Representantes (câmara baixa). O Capitólio fica localizado no bairro Capitol Hill em Washington, D.C. e é um dos extremos do National Mall.
O edifício foi projetado originalmente por William Thornton, mas o projeto foi posteriormente modificado por Stephen Hallet, Benjamin Latrobe e, em seguida, Charles Bulfinch. A atual cúpula e as alas da Câmara e do Senado foram concebidas por Thomas U. Walter e August Schoenborn, um imigrante alemão, e concluídas sob a supervisão de Edward Clark.
O edifício é destacado por sua cúpula central e por suas duas alas, cada qual para uma das câmaras do Congresso: na ala norte situa-se o Senado,  enquanto na ala sul situa-se a Câmara dos Representantes. Acima destas câmaras encontram-se galerias a partir das quais os visitantes podem assistir as sessões. A estátua sobre a cúpula é a Estátua da Liberdade.

## Construção
O local para a construção escolhido por Pierre Charles L'Enfant foi Jenkins Hill, o qual situa-se 27 metros acima do rio Potomac. O local fica a 1,6 km da Casa Branca. L'Enfant garantiu a locação de pedreiras na ilha Wigginton  e ao longo Aquia Creek na Virgínia, para utilização no exterior, fundações e paredes do Capitólio em novembro de 1791.
Em 1792, um concurso foi anunciado pelos Comissários da Capital Federal, procurando desenhos tanto para o Congresso quanto para a residência presidencial. O prazo final da competição era 15 de julho de 1792, com recompensas incluindo US$ 500 e um lote na cidade. Todos os desenhos apresentados foram considerados inadequados e rejeitados. A proposta mais promissora foi encaminhada por Stephen Hallet. No entanto, o arquiteto amador William Thornton submeteu tardiamente uma proposta em 31 de janeiro de 1793, sendo está muito apreciada pelo presidente George Washington e pelo secretário de estado Thomas Jefferson. Thornton inspirou-se na fachada leste do Louvre, bem como no Panteão para a porção central do desenho. O projeto de Thornton foi aprovado oficialmente em uma carta, de 5 de abril de 1793, de George Washington.  Em um esforço para consolar Hallet, os comissários o designaram para rever os planos de Thornton, desenvolver as estimativas de custos e desempenhar o papel de superintendente da construção. Hallet foi além e optou por fazer mudanças drásticas na concepção original de Thornton, a qual ele via como amadora, com inúmeros problemas e com elevados custos de construção. Jefferson nomeou uma comissão de cinco membros, incluindo Hallet e James Hoban, para lidar com eventuais problemas e rever os planos de Thornton. Com exceção de alguns detalhes no plano da Thornton que especificavam a abertura de um recesso no centro da fachada oriental, o plano revisto foi aceito.

Foto da construção do Capitólio em 1861.

George Washington estabeleceu a pedra fundamental em 18 de setembro de 1793 durante uma cerimônia inovadora para a construção do Capitólio.  A pedra está localizada perto da antiga sede da Suprema Corte, ao longo de uma passagem tomadas por pessoas que visitam a galeria do Senado. Não se sabe se esta é realmente a pedra fundamental original, mas foi gravado com um símbolo maçônico e encomendado em 1893 (100 anos após a sua colocação). A pedra angular foi deslocada de seu local original.

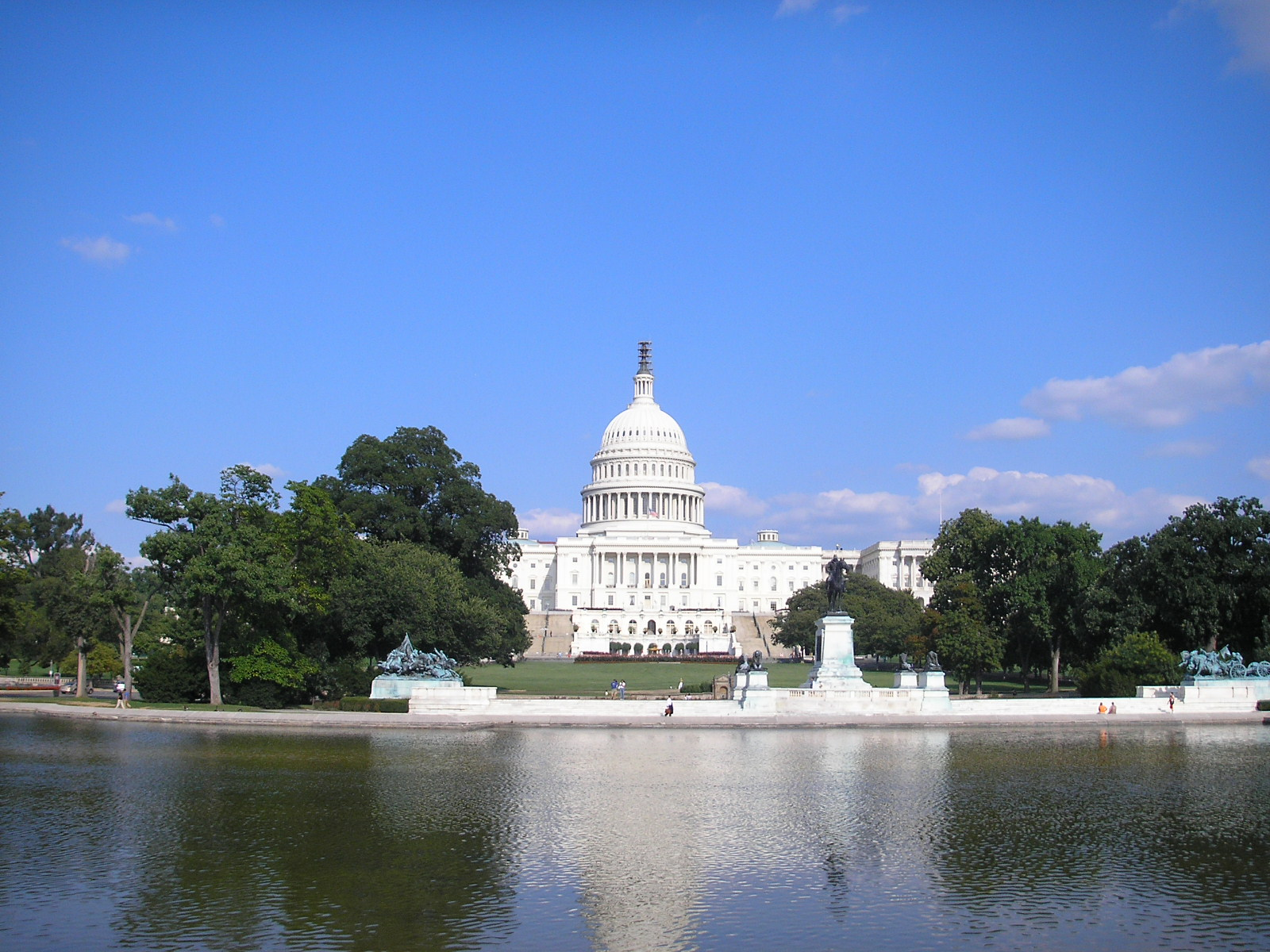
Cúpula vista do Espelho de Água do Capitólio.

Durante a construção, Hallet trabalhou sob a supervisão de James Hoban, que também estava ocupado trabalhando na construção da Casa Branca. Apesar dos desejos de Jefferson e do presidente, Hallet modificou o projeto original de Thornton referente à fachada oriental e criou um pátio central que se estende a partir do centro, acompanhando as alas que abrigariam os dois órgãos legislativos. Hallet foi demitido por Jefferson em 15 de novembro de 1794. George Hadfield foi contratado em 15 de outubro de 1795 como superintendente da construção, mas solicitou demissão três anos depois, em maio 1798, devido à insatisfação com o projeto de Thornton e com a qualidade do trabalho realizado até então.
A ala do senado foi concluída em 1800, enquanto a ala da Câmara foi concluída em 1811. No entanto, a Câmara dos Representantes mudou para o novo prédio já em 1807. Embora a construção estivesse incompleta, o Capitólio teve sua primeira a sessão do Congresso dos Estados Unidos em 17 de novembro de 1800. O legislativo foi transferido para Washington prematuramente por desejo do então presidente John Adams. Seu objetivo era cortejar os estados do sul, na esperança de conseguir votos suficientes para ser reeleito como presidente.
O Capitólio foi construído e, posteriormente, ampliado na década de 1850, usando o trabalho de escravos. O plano original pretendia a utilização de trabalhadores trazidos da Europa, no entanto, houve uma má resposta aos esforços de recrutamento. Optou-se então pelo uso de afro-americanos, tendo em vista que seu contingente - tanto como escravos como homens livres - constituía a maior parte da força de trabalho disponível.
A Estátua da Liberdade, situada sobre a cúpula, foi concluída em 1863.
A Supremo Corte também teve sessões no Capitólio até que seu próprio edifício (localizado atrás da fachada leste) fosse concluído em 1935.

## Histórico de atentados

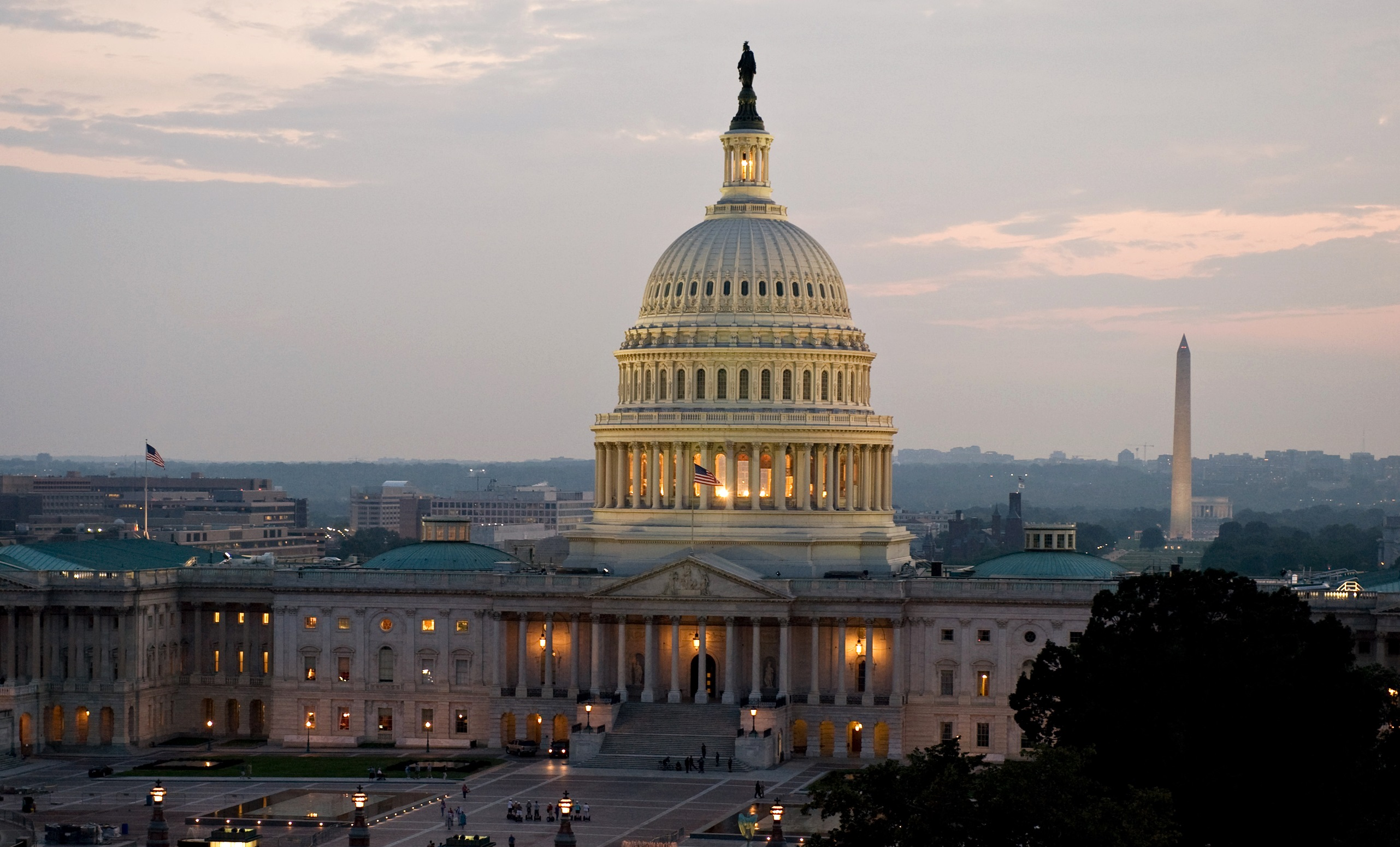
Congresso dos EUA.

Ao longo de sua história, o Capitólio foi alvo de diversos ataques. Alguns dos mais importantes são citados abaixo:
Em 2 de julho de 1915, ainda vários anos antes da entrada dos EUA na I Guerra Mundial, Frank Holt (também conhecido como Eric Muenter), um professor alemão que pretendia acabar com o apoio dos EUA aos Aliados na I Guerra Mundial, explodiu uma bomba na sala de recepção do Senado. Na manhã seguinte, ele tentou assassinar JP Morgan Jr. em sua casa em Long Island. Em uma carta dirigida ao jornal Washington Evening Star publicada após a explosão, Muenter, escrevendo sob um nome falso, disse que esperava que a explosão servisse para "fazer barulho suficiente para que fosse ouvida sobre as vozes que clamam para a guerra". JP Morgan, pai de JP Morgan Jr, era proprietário de uma companhia que intermediava compra a venda de munições e suprimentos militares para o Reino Unido.
Em 1954, nacionalistas porto-riquenhos abriram fogo contra membros do Congresso a partir da galeria de visitantes.
Em 1 de Março de 1971, uma bomba explodiu do piso térreo do Capitólio. O grupo responsável pretendia fazer uma demonstração contra o envolvimento dos EUA no Laos.
Em 7 de novembro de 1983, um grupo chamado Armed Resistance Unit (Unidade de Resistência Armada) se declarou responsável pela explosão de uma bomba na antessala do gabinete do líder da minoria do Senado, Robert Byrd. Em 1990, três membros da Armed Resistance Unit foram condenados pelo ataque, o qual justificaram como uma resposta a invasão de Granada.
Em 24 de julho de 1998, Russell Weston Eugene Jr. invadiu o Capitólio e abriu fogo, matando dois seguranças.
Na manhã de 11 de setembro de 2001, enquanto aviões eram lançados por terroristas contra monumentos importantes dos Estados Unidos, houve-se a suspeita, depois confirmada, de que o voo 93 da United Airlines estaria indo em direção ao Capitólio para se chocar contra ele. O avião, contudo, caiu no condado de Somerset, Pensilvânia, após passageiros tentarem assumir o controle da aeronave, iniciando um confronto com os sequestradores. Desde os ataques de 11 de setembro de 2001, todo o entorno (incluindo as estradas próximas) do Capitólio sofreram alterações drásticas.
Em 6 de janeiro de 2021, apoiadores do então presidente dos Estados Unidos, Donald Trump, invadiram o prédio do Capitólio durante a sessão que ratificava a vitória eleitoral de Joe Biden sobre Trump nas eleições presidenciais americanas em 2020, provocando confusão, mortes e destruição de parte do prédio. Essa invasão aconteceu devido às alegações de Trump e grande parte de seus apoiadores, além de alguns integrantes do Partido Republicano, de que teria ocorrido uma fraude durante as eleições e que Biden teria vencido ilegalmente ao invés de Trump.

## Segurança
A segurança do Capitólio possui pontos de inspeção de veículos ao longo da Capitoll Hill e fechou uma faixa de uma rua indefinidamente. O nível de inspeção empregada varia. Na avenidas Constitution e Independence, barricadas estão instaladas de modo a poderem ser utilizadas em caso de uma emergência. Caminhões de médio e grande porte são proibidos pela segurança e instruídos a seguirem outras rotas. Pontos de verificação em ruas menores possuem barreiras mantidas em um estado de alerta e apenas veículos com permissões especiais têm sua passagem permitida.
Todos os visitantes do Capitólio são revistados com detectores de metais. Seus pertences são analisados por aparelhos de raio X. O Capitólio não permite que sejam trazidas para o prédio armas, aparelhos que possuem bateria, gravadores, sacolas, canos, garrafas, cremes, perfumes.
Estruturas foram construídas para a obstruir o caminho de passagem de qualquer veículo que tente escapar das rotas permitidas. Estas estruturas estão integradas com a paisagem como elementos ornamentais, tendo cada uma delas custado US$ 7 500.

## Cúpula

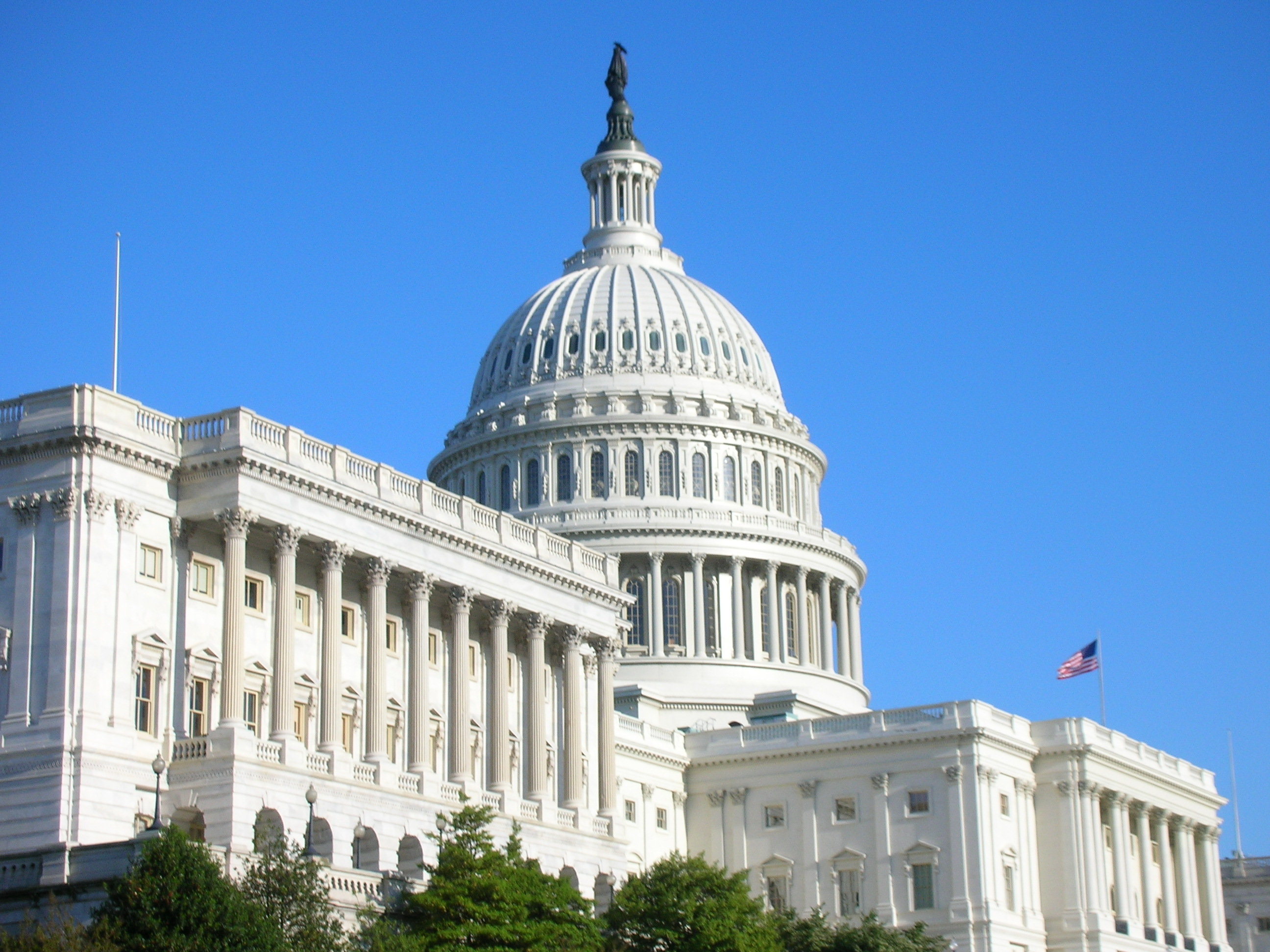
A Cúpula do Capitólio.

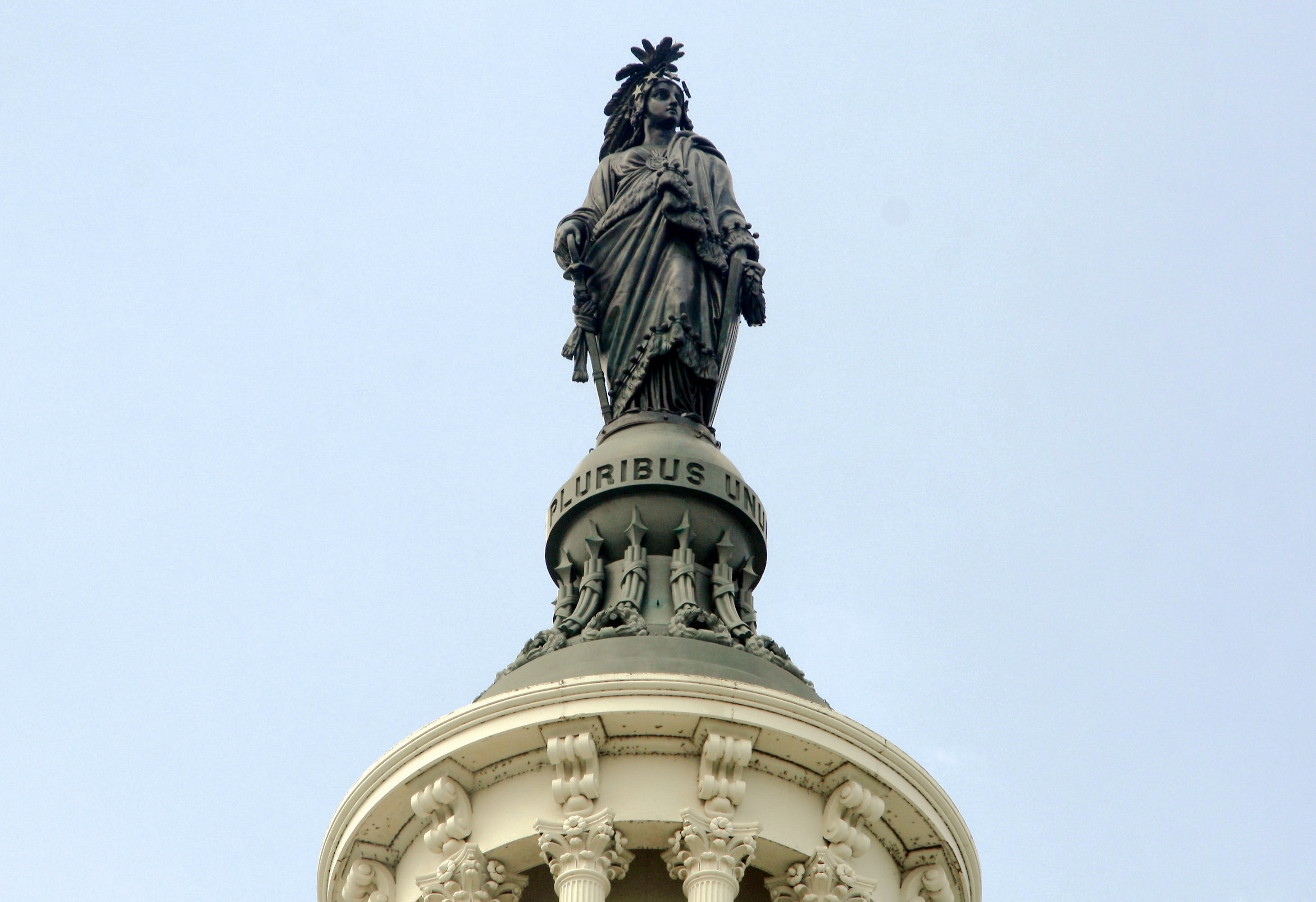
Estátua da Liberdade na cúpula do capitólio.

A cúpula é o elemento mais chamativo do Complexo arquitetônico do Capitólio. Com cerca de 88 metros de altura, a cúpula do capitólio é uma das construções mais fotografadas da capital estadunidense. A cúpula foi projetada por Thomas Walter, um dos responsáveis pelo restante do prédio, e construída entre 1855 e 1866, tendo custado mais de US$ 1 mil ao governo.
A atual cúpula é, na verdade, a segunda a ser erguida sobre o prédio do congresso. O primeiro domo foi resultado de um concurso de projetos realizado por George Washington e Thomas Jefferson em 1792, sendo vencedor William Thornton. Thornton inspirou-se no Panteão de Roma e chegou a desenhar o domo, mas seus planos nunca saíram do papel.
Somente em 1854, durante a reforma de Lincoln, o governo decidiu erguer um domo sobre o prédio do congresso. O novo domo deveria seguir os ideais arquitetônicos da Europa. Influenciado pelos domos europeus - Catedral de São Paulo, o Panteão de Paris, a Basílica de São Pedro e a Catedral de Santo Isaac - Thomas Walter esboçou os primeiros desenhos do que mais tarde seria uma das mais famosas cúpulas do mundo.
Em 1863, Walter já afixara com sucesso a Estátua da Liberdade sobre a cúpula, mas, logo após, abandonou o posto de arquiteto do congresso, sendo substituído por Edward Clark, que concluiu as obras em Janeiro de 1866.

## Interior

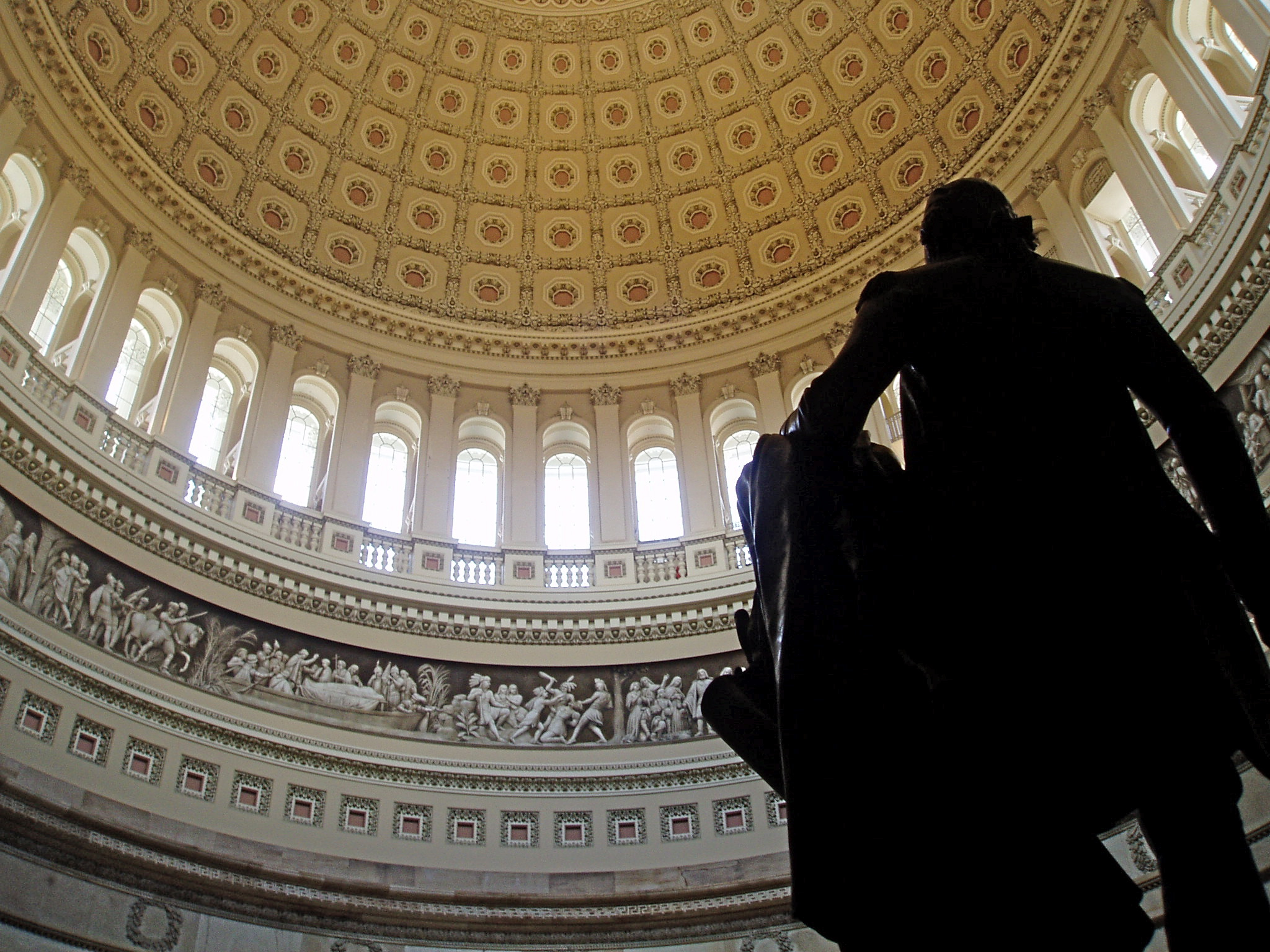
Rotunda do capitólio visto detrás da estátua de George Washington.

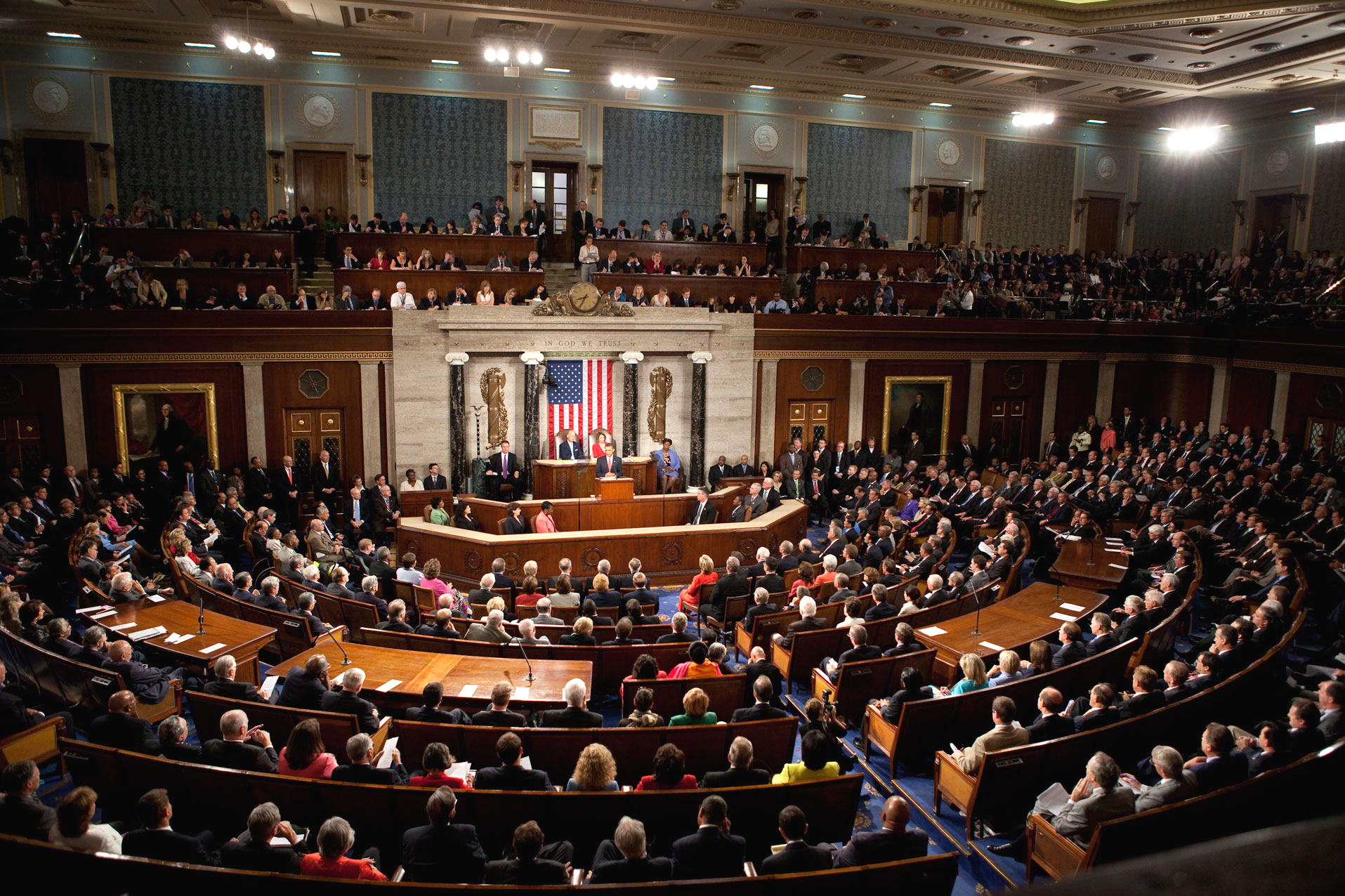
Câmara dos Representantes.

O interior é dividido pela rotunda central, coberta pelo domo com duas pequenas salas ao lado, onde funcionaram as câmaras dos representantes e senado até a década de 1850. No subsolo também existe um trem que liga várias partes do prédio.
O domo do prédio tem várias obras feitas por Constantino Brumidi, incluindo o domo com o afresco A Apoteose de Washington (representando a guerra, a ciência, a marinha, o comércio, a mecânica e a agricultura) e os corredores (conhecidos como Corredores de Brumidi).